# Storbritannien i olympiska sommarspelen 1996
Storbritannien deltog i de olympiska sommarspelen 1996 med en trupp bestående av 300 deltagare, och landet tog totalt 15 medaljer.

## Boxning
Fjädervikt
- David Burke
  - Första omgången — Förlorade mot Falk Huste (Tyskland), 9-13

Tungvikt
- Fola Okesola
  - Första omgången — Bye
  - Andra omgången — Förlorade mot Nate Jones (USA), domaren stoppade matchen

## Bågskytte
Damernas individuella
- Alison Williamson - Åttondelsfinal, 10:e plats (2-1)

Herrarnas individuella
- Gary Hardinges - Sextondelsfinal, 28:e plats (1-1)
- Steven Hallard - 32-delsfinal, 55:e plats (0-1)

## Cykling

### Landsväg
Herrarnas tempolopp
- Chris Boardman
  - Final — 1:04:36 (→  Brons)

Damernas linjelopp
- Marie Purvis
  - Final — 02:37:06 (→ 11:e plats)

- Sarah Phillips
  - Final — 02:37:06 (→ 19:e plats)

- Caroline Alexander
  - Final — 02:53:47 (→ 43:e plats)

Damernas tempolopp
- Yvonne McGregor
  - Final — 39:09 (→ 14:e plats)

- Sarah Phillips
  - Final — 41:16 (→ 21:e plats)

### Bana
Herrarnas lagförföljelse
- Chris Newton (→ 10:e plats)
- Bryan Steel (→ 10:e plats)
- Matt Illingworth (→ 10:e plats)
- Rob Hayles (→ 10:e plats)

### Mountainbike
Herrarnas terränglopp
- Gary Foord
  - Final — 2:29:10 (→ 12:e plats)

- David Baker
  - Final — 2:32:30 (→ 15:e plats)

Damernas terränglopp
- Deb Murrell
  - Final — 2:04:44 (→ 22:e plats)

## Friidrott
Herrarnas 5 000 meter
- John Nuttall
  - Kval — 13:52,16
  - Semifinal — 14:08,39 (→ gick inte vidare)

Herrarnas 4 x 400 meter stafett
- Iwan Thomas, Jamie Baulch, Du'aine Ladejo, Mark Richardson och Roger Black
  - Heat — 3:01,79
  - Semifinal — 3:01,36
  - Final — 2:56,60 (→  Silver)

Herrarnas 400 meter häck
- Jon Ridgeon
  - Heat — 49,31 s
  - Semifinal — 49,43 s (→ gick inte vidare)

- Gary Jennings
  - Heat — 50,41 s (→ gick inte vidare)

- Peter Crampton
  - Heat — 49,78 s (→ gick inte vidare)

Herrarnas 3 000 meter hinder
- Keith Cullen
  - Heat — 8:31,26
  - Semifinal — 8:46,74 (→ gick inte vidare)

- Justin Chaston
  - Heat — 8:28,32
  - Semifinal — 8:28,50 (→ gick inte vidare)

- Spencer Duval
  - Heat — 8:46,76 (→ gick inte vidare)

Herrarnas maraton
- Richard Nerurkar — 2:13,39 (→ 5:e plats)

- Peter Whitehead — 2:22,37 (→ 55:e plats)

- Steve Brace — 2:23,28 (→ 60:e plats)

Herrarnas 50 kilometer gång
- Chris Maddocks — 4:18:41 (→ 34th place)

Herrarnas diskuskastning
- Bob Weir
  - Kval — 61,64 m (→ gick inte vidare)
- Glen Smith
  - Kval — 54,88 m (→ gick inte vidare)

Herrarnas släggkastning
- David Smith
  - Kval — 69,32 m (→ gick inte vidare)

Damernas 4 x 400 meter stafett
- Phylis Smith, Allison Curbishley, Donna Fraser och Georgina Oladapo
  - Kval — 3:28,13 (→ gick inte vidare)

Damernas 400 meter häck
- Sally Gunnell
  - Kval — 55,29
  - Semifinal — DNF (→ gick inte vidare)

Damernas längdhopp
- Denise Lewis
  - Kval — 6,33 m (→ gick inte vidare)

Damernas tresteg
- Ashia Hansen
  - Kval — 14,55 m
  - Final — 14,49 m (→ 5:e plats)

- Michelle Griffith
  - Kval — 13,70 m (→ gick inte vidare)

Damernas höjdhopp
- Lea Haggett
  1. Kval — 1,90 m (→ gick inte vidare)

- Debbie Marti
  1. Kval — 1,85 m (→ gick inte vidare)

Damernas spjutkastning
- Tessa Sanderson
  - Kval — 58,86 m (→ gick inte vidare)

- Shelley Holroyd
  - Kval — 54,72 m (→ gick inte vidare)

Damernas diskuskastning
- Jacqui McKernan
  - Kval — 58,88 m (→ gick inte vidare)

Damernas kulstötning
- Judy Oakes
  - Kval — 18,56 m
  - Final — 18,34 m (→ 11:e plats)

Damernas sjukamp
- Denise Lewis
  - Slutligt resultat — 6489 poäng (→  Brons)

Damernas maraton
- Liz McColgan — 2:34,30 (→ 16:e plats)

- Karen McLeod — 2:42,08 (→ 45:e plats)

- Suzanne Rigg — 2:52,09 (→ 58:e plats)

Women's 10 km Walk
- Vicky Lupton — 47:05 (→ 33:e plats)

## Fäktning
Herrarnas sabel
- James Williams

Damernas florett
- Fiona McIntosh

## Landhockey
Herrar
Coach: John Copp
- Simon Mason (gk)
- Julian Halls
- Jon Wyatt
- Soma Singh
- Jason Laslett
- Kalbir Takher
- Jason Lee
- Phil McGuire
- John Shaw
- Russell Garcia
- Nick Thompson
- David Luckes (GK)
- Simon Hazlitt
- Chris Mayer
- Calum Giles
- Daniel Hall

Gruppspel
| Lag            | Spelade | W | D | L | GF | GA | Poäng |   |
| -------------- | ------- | - | - | - | -- | -- | ----- | - |
| Nederländerna  | 5       | 4 | 1 | 0 | 14 | 6  | +8    | 9 |
| Australien     | 5       | 3 | 1 | 1 | 13 | 7  | +6    | 7 |
| Storbritannien | 5       | 1 | 3 | 1 | 8  | 8  | 0     | 5 |
| Sydkorea       | 5       | 1 | 2 | 2 | 12 | 13 | –1    | 4 |
| Sydafrika      | 5       | 0 | 3 | 2 | 7  | 12 | –5    | 3 |
| Malaysia       | 5       | 0 | 2 | 3 | 7  | 15 | –8    | 2 |

Damer
| Lag            | Spelade | W | D | L | GF | GA | GD  | Poäng |
| -------------- | ------- | - | - | - | -- | -- | --- | ----- |
| Australien     | 7       | 6 | 1 | 0 | 24 | 4  | +20 | 13    |
| Sydkorea       | 7       | 4 | 2 | 1 | 18 | 9  | +9  | 10    |
| Storbritannien | 7       | 3 | 2 | 2 | 12 | 11 | +1  | 8     |
| Nederländerna  | 7       | 3 | 2 | 2 | 15 | 15 | 0   | 8     |
| USA            | 7       | 2 | 2 | 3 | 8  | 11 | –3  | 6     |
| Tyskland       | 7       | 2 | 1 | 4 | 10 | 11 | –1  | 5     |
| Argentina      | 7       | 2 | 1 | 4 | 7  | 21 | –14 | 5     |
| Spanien        | 7       | 0 | 1 | 6 | 5  | 17 | –12 | 1     |

## Modern femkamp
Herrar
- Richard Phelps - 5254 poäng (→ 18:e plats)

## Simhopp
Herrarnas 3 m
- Tony Ally
  - Kval  – 345,33
  - Semiffinal – 203,46 (→ gick inte vidare, 18:e plats)

- Bobby Morgan
  - Kval  – 318,69 (→ gick inte vidare, 24:e plats)

Damernas 10 m
- Hayley Allen
  - Kval  – 251,73
  - Semifinal – 158,43
  - Final – 259,68 (→ 9:e plats)

## Tennis
Herrar
| Spelare               | Gren       | Omgång 1                       | Omgång 2                                   | Åttondelsfinaler                            | Kvartsfinaler                       | Semifinaler                                | Final / BM                                   | Final / BM       |
| Spelare               | Gren       | Motståndare Poäng              | Motståndare Poäng                          | Motståndare Poäng                           | Motståndare Poäng                   | Motståndare Poäng                          | Motståndare Poäng                            | Placering        |
| --------------------- | ---------- | ------------------------------ | ------------------------------------------ | ------------------------------------------- | ----------------------------------- | ------------------------------------------ | -------------------------------------------- | ---------------- |
| Tim Henman            | Herrsingel | Matsuoka (JPN) W 7–6(7–4), 6–3 | Woodbridge (AUS) L 6–7(6–8), 6–7(5–7)      | Gick inte vidare                            | Gick inte vidare                    | Gick inte vidare                           | Gick inte vidare                             | Gick inte vidare |
| Greg Rusedski         | Herrsingel | Frana (ARG) W 4–6, 7–5, 6–3    | Gustafsson (SWE) W 6–7(4–7), 7–6(7–3), 6–3 | Bruguera (ESP) L 6–7(7–9), 3–6              | Gick inte vidare                    | Gick inte vidare                           | Gick inte vidare                             | Gick inte vidare |
| Neil Broad Tim Henman | Herrdubbel | i.u.                           | Krošlák / Kučera (SVK) W 6–3, 6–3          | Connell / Nestor (CAN) W 7–6(7–5), 4–6, 6–4 | Novák / Vacek (CZE) W 7–6(7–4), 6–4 | Goellner / Prinosil (GER) W 4–6, 6–3, 10–8 | Woodbridge / Woodforde (AUS) L 4–6, 4–6, 2–6 | 2                |

Damer
| Spelare               | Gren      | Omgång 1                | Omgång 2                                          | Åttondelsfinaler                     | Kvartsfinaler                               | Semifinaler       | Final / BM        | Final / BM       |
| Spelare               | Gren      | Motståndare Poäng       | Motståndare Poäng                                 | Motståndare Poäng                    | Motståndare Poäng                           | Motståndare Poäng | Motståndare Poäng | Placering        |
| --------------------- | --------- | ----------------------- | ------------------------------------------------- | ------------------------------------ | ------------------------------------------- | ----------------- | ----------------- | ---------------- |
| Clare Wood            | Damsingel | Farina (ITA) L 2–6, 2–6 | Gick inte vidare                                  | Gick inte vidare                     | Gick inte vidare                            | Gick inte vidare  | Gick inte vidare  | Gick inte vidare |
| Valda Lake Clare Wood | Damdubbel | i.u.                    | K Maleeva / M Maleeva (BUL) W 3–6, 7–6(10–8), 6–3 | Coetzer / de Swardt (RSA) W 7–5, 7–5 | G Fernández / MJ Fernández (USA) L 2–6, 1–6 | Gick inte vidare  | Gick inte vidare  | Gick inte vidare |